# Sant Antolí de Monistrol de Montserrat
Sant Antolí de Monistrol de Montserrat és una església gòtica de Monistrol de Montserrat (Bages) protegida com a Bé Cultural d'Interès Local.

## Descripció
Construcció religiosa formada per una capella d'una sola nau coberta originalment amb volta de canó apuntada (avui està totalment ensorrada, i rematada per un presbiteri rectangular a llevant. La façana s'obre a ponent i presenta una porta amb arc de mig punt adovellat rematat per una cornisa i amb una finestra d'arc de mig punt monolítica. La façana està coronada per un campanar d'espadanya.

## Història
L'església de Sant Antolí, situada dins l'antic terme de Monistrol de Montserrat, era una de les moltes ermites que sorgiren prop del Monestir de Montserrat i en els camins d'accés; l'església és esmentada l'any 1282; sembla que l'edifici fou modificat de nou al segle xv conservant l'esquema romànic primitiu.